# Robert Middleton
Robert Middleton, właśc. Samuel G. Messer (ur. 13 maja 1911 w Cincinnati, zm. 14 czerwca 1977 w Los Angeles) – amerykański charakterystyczny aktor kinowy, telewizyjny i teatralny.

## Życiorys
Robert Middleton urodził się w Cincinnati w czterodzietnej rodzinie przedsiębiorcy budowlanego. Odebrał wykształcenie w University of Cincinnati College-Conservatory of Music (CCM) i Carnegie Institute of Technology w Pittsburghu. Swoja karierę rozpoczynał jako spiker lokalnej rozgłośni radiowej "WLW". Następnie był lektorem w filmach edukacyjnych. We wczesnych latach 50. rozpoczął występy na Broadwayu (1951-54). Na początek lat 50. datuje się również początek jego kariery filmowej. Szczyt jego działalności artystycznej przypadał na lata 50. i 60. XX w. Ze względu na aparycję i warunki fizyczne (185 cm. wzrostu i 110 kg. wagi) jego role to głównie czarne charaktery – "brutalni, wielcy faceci, obgryzający cygara gangsterzy lub biznesmeni". Podczas swojej kariery wystąpił w ponad 80 serialach TV i blisko 30 filmach. Jego ostatnim filmem był The Lincoln Conspiracy z 1977 roku, którego premiera miała miejsce już po śmierci aktora.
Zmarł w sowim domu w Encino (dzielnica Los Angeles) w wieku 66 lat. Został pochowany na cmentarzu żydowskim Walnut Hills w Evanston (Cincinnati).

## Filmografia
- (1954) Srebrny kielich – Idbash
- (1955) Wielki kartel – kpt. Peterson
- (1955) Godziny rozpaczy – Sam Kobish
- (1955) Trial – Sanders
- (1955) Nadworny błazen – sir Griswold
- (1955) Wielki kartel –  kpt. Peterson
- (1955-62) Gunsmoke – Dorf/Dutch George/Jake Worth
- (1956) Red Sundown – Rufus Henshaw
- (1956) Przyjacielska perswazja – Sam Jordan
- (1956) Kochaj mnie czule – Siringo
- (1956) Dumni – John Barrett
- (1956-57) Alfred Hitchcock przedstawia – Cato Stone/Louis Koster/Sam Klinker
- (1957) Samotny człowiek – Ben Ryerson
- (1958) Prawo i Jake Wade – Ortero
- (1958) Klan Hayesów – Charlie Hayes
- (1959) Kariera – Robert Kensington
- (1960-67) Bonanza – C.J. Shasta/Grizzly Martingale/Sam Bryant
- (1961) Wielki oszust – R.C. Brown
- (1961) Bat Masterson – Big Keel Roberts
- (1961) Złoto siedmiu świętych – Amos Gondora
- (1963) Nietykalni – burmistrz Cermak
- (1963-65) Rawhide – Duke Aberdeen/sędzia Hogan/Matt Harger
- (1966) Hazardziści z Teksasu – Dennis Wilcox
- (1966) Prawo Burke'a – Ragnar Wilson
- (1970) Klub Towarzyski Cheyenne – barman
- (1970) Daniel Boone – Simon Brasher
- (1973) Przestępstwo nie popłaca – Angelo
- (1973) Columbo – Vic Norris
- (1973) Szkoła kochania – Sidney Bower
- (1973) Mission: Impossible – Clavering
- (1973) Szeryf McCloud – Cesare Cimarosa
- (1974) Znak Zorro – Don Luis Quintero
- (1975) Kung Fu – szeryf Ford
- (1977) The Lincoln Conspiracy – Edwin M. Stanton

## Życie prywatne
W 1951 roku ożenił się z piosenkarką imieniem Roberta z którą od 1955 pozostawał w separacji. Ze związku tego miał dwóch synów.